# Listă de regizori de film - U
|  | Liste alfabetice de regizori de film A - B - C - D - E - F - G - H - I - J - K - L - M - N - O - P - Q - R - S - T - U - V - W - X - Y - Z |

| - Gustav Ucicky (1899 - 1961) - Edgar G. Ulmer (1904 - 1972) | - Ron Underwood - Tobias Urban | - Peter Ustinov (1921 - 2004) |

### Vedeți și
- Listă de actori - U
- Listă de actrițe - U